# Statsorgan
Ett statsorgan är en central institution som företräder den juridiska personen staten. Hur statens organ ska utses och på vilka sätt de får använda makten regleras normalt i aktuell stats grundlag. Enligt maktdelningsprincipen finns det normalt flera statsorgan, som fyller olika roller.
Statsorganen är vanligen:
- Statschef (monark eller president)
- Folkrepresentationen (riksdag, parlament eller andra beteckningar)
- Regeringen
- Domstolar, vilka ibland också nämns som ett särskilt slags statsorgan.